# Banca S. Bleichröder

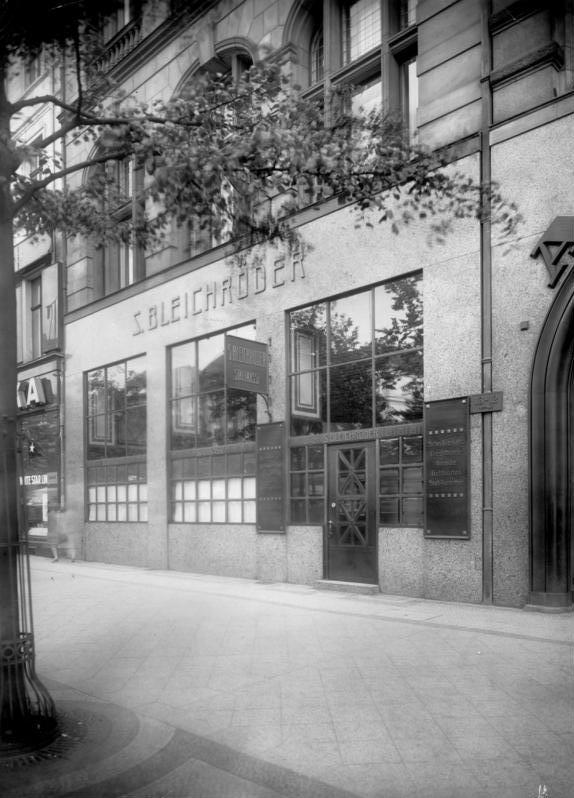
Banca S. Bleichröder, Unter den Linden 13 (azi: 51/53), 1929

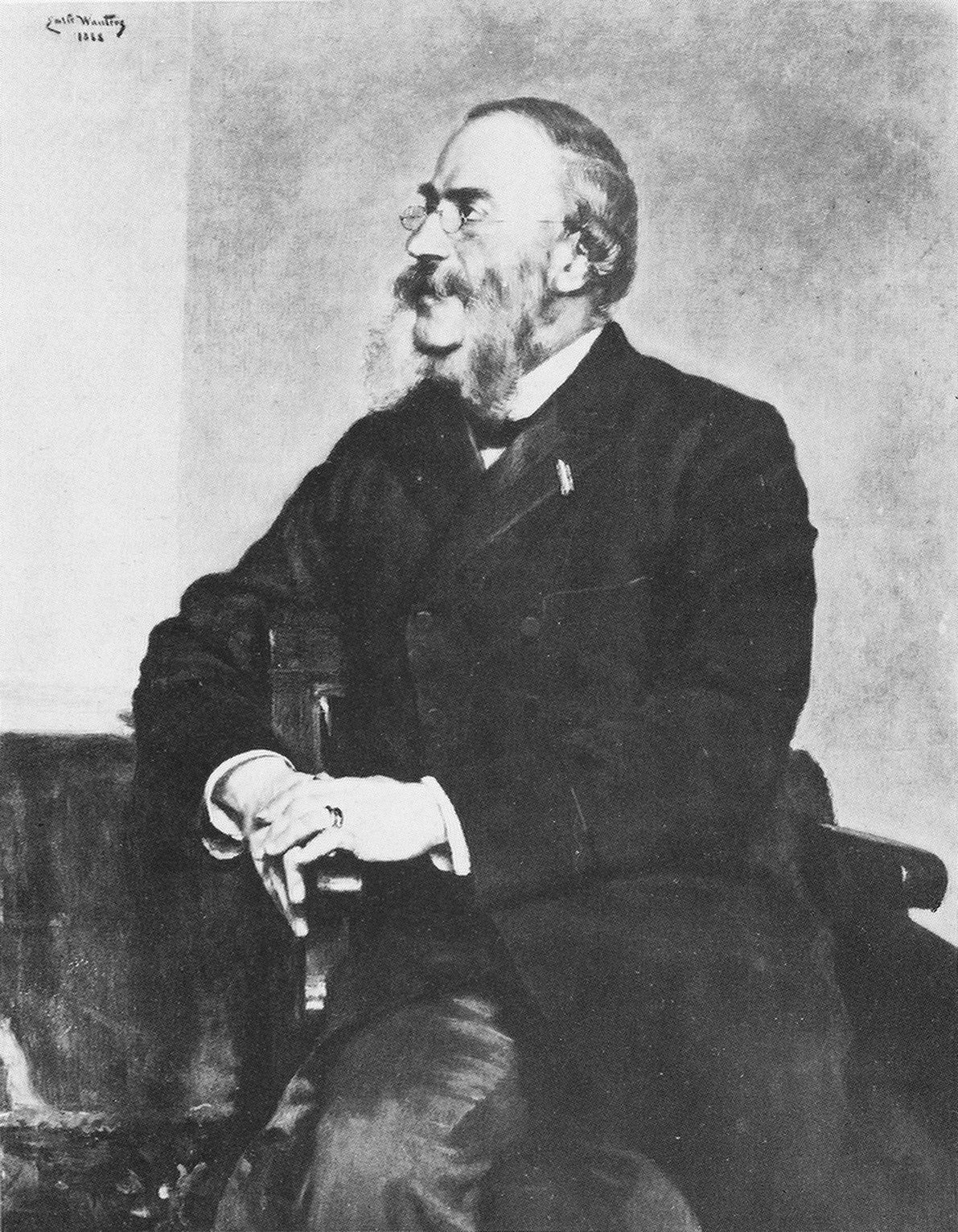
Gerson von Bleichroder (1822–1893)

Banca S. Bleichröder a fost o bancă privată germană.

## Istorie
În 1803, Samuel Bleichröder (1779–1855), care provenea dintr-o familie de evrei din Bleicherode, a fondat o cambie pe strada Rosenthaler din Berlin-Centru. De la începutul anilor 1830, Samuel Bleichröder a devenit corespondentul preferat la Berlin pentru diferitele bănci Rothschild din Europa.

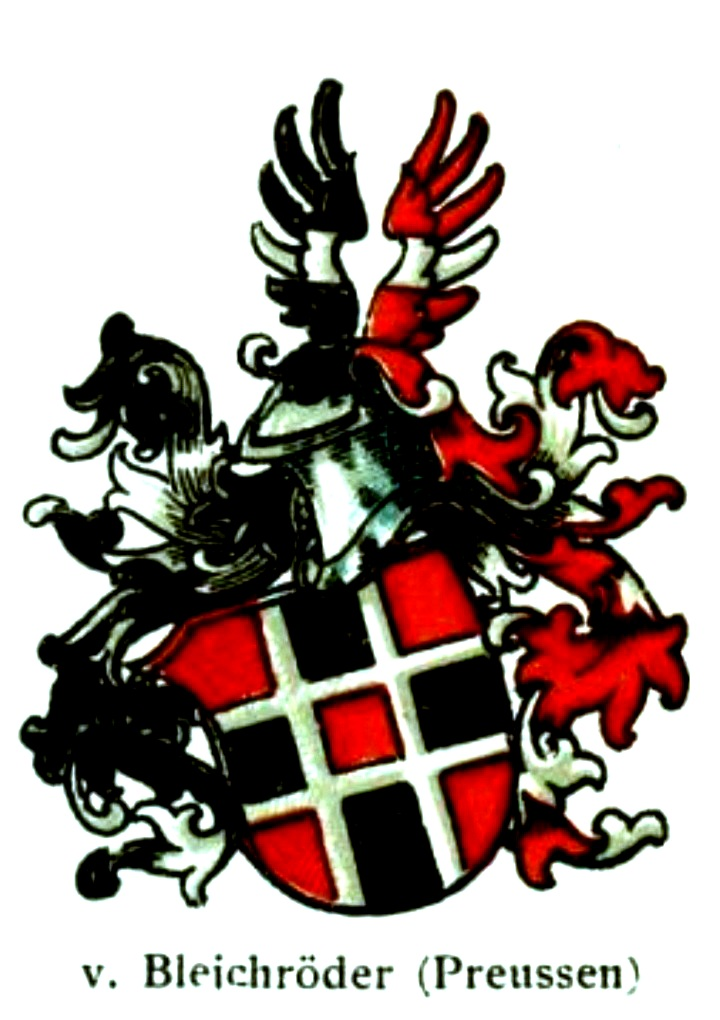
Stema familiei von Bleichrder, înnobilată în 1872

În 1855, fiul său Gerson Bleichröder a continuat afacerea, iar fratele său, Julius Bleichröder, a plecat în jurul anului 1860 și și-a fondat propria afacere bancară. Datorită contactelor excelente cu cancelarul Otto von Bismarck, banca a devenit un finanțator important în Prusia. A avut u rol principal în Preußen-Konsortium și a strâns bani pentru războiul austro-prusac prin obligațiuni guvernamentale, reglementate împreună cu alte bănci, printre altele Mendelssohn &amp; Co., decontarea plăților reparațiilor franceze în urma războiului franco-prusac și a finanțat naționalizarea căilor ferate prusace . În 1872, Gerson Bleichröder a fost primul evreu din Prusia care a fost înnobilat.
Până în anii 1880, banca a fost cel mai important investitor german din Imperiul Otoman, alături de Bankhaus Hirsch, cu toate că, începând cu 1890, Hirsch și Bleichröder au fost eliminate rapid din proiectele strategice majore ale Imperiului German, cum ar fi calea ferată de la Bagdad, de către grupuri precum Siemens și Deutsche Bank . 
Din 1908 până în 1918, Bleichröder a fost unul dintre cei mai importanți finanțatori ai cotidianului de limbă germană din Istanbul „Osmanischer Lloyd⁠(d)”, care a fost fondat de Friedrich Schrader⁠(d) și a fost condus de acesta timp de mulți ani.
După moartea lui Gerson, în 1893, cumnatul său Julius Leopold Schwabach, partener din 1870, a devenit directorul principal al băncii. Pe lângă el, printre parteneri s-au numărat și cei trei fii ai defunctului, Hans von Bleichröder (din 1881), Georg von Bleichröder (din 1887) și James von Bleichröder (din 1893). În 1896, fiul lui Julius Leopold Schwabach, Paul, sa alăturat băncii. Contactele bune din străinătate și cu Wilhelm al II-lea i-au făcut un reprezentant important al hautefinance în Germania.
După Primul Război Mondial, importanța Bleichröder Bank a scăzut semnificativ. Banca a devenit asociat comanditar al Bankhaus H. Aufhäuser din München în 1918 – tot un semn al procesului de concentrare între bănci de la începutul secolului. Numele oficial era acum: H. Aufhäuser Limited de S. Bleichröder la Berlin.  Din 1921 Martin Aufhäuser a participat la banca S. Bleichröder, ceea ce a dus la o participație încrucișată între cele două bănci evreiești, deoarece Ernst Kritzler, care era partener la S. Bleichröder din 1917, s-a alăturat în același timp la banca H. Aufhäuser.
Criza economică globală și criza bancară au dus în cele din urmă la pierderi mai mari.  În 1931, banca fraților Arnhold din Dresda a devenit partener în S. Bleichröder.
După 1933, boicotul antreprenorilor „evrei” și legile rasiale au dus la pierderi masive de clienți și depozite. O parte a afacerii a continuat ca Arnhold și S. Bleichroeder, Inc. în New York din 1937.  În 1937, băncile din Berlin au fost arianizate, iar pe 18 februarie 1938 au fost transferate către Dresdner Bank și Hardy & Co. În martie 1939 băncile S. Bleichröder și Gebrüder Arnhold au fost lichidate. 